# Миражи любви
«Миражи любви» (араб: - سراب الحب -) — советско-сирийский фильм 1986 года режиссёра Толомуша Океева о судьбе средневекового восточного мастера.
Фильм был представлен на XX-ом Всесоюзном кинофестивале (1987), отмечен призом «Золотая сабля» Международного кинофестиваля в Дамаске.

## Сюжет
Бухара времён средневековья. Почтенный мастер гончарного ремесла Муфаззал имел несколько жён, но ни одна не смогла родить ему сына, которому он смог бы передать своё искусство. Увидев на базаре юную рабыню — прекрасную Алтынбюбю, привезённую с далёких берегов Иссык-Куля, Муфаззал понял, что именно она должна родить ему сына, и пообещал девушке свободу, если она родит наследника. Родился Мани, и Алтынбюбю покинула дом хозяина.

Кадры фильма напоминают строки древнего сказания, в них словно оживает поэзия Хафиза, Саади, Низами. И героиня картины напоминает сказочную птицу, которая об одном лишь мечтает — вспорхнуть и умчаться ввысь. Алтынбюбю родит сына, но бросит ребенка и убежит в родные степи, к великому озеру: птица улетит, оставив птенца. Мальчик унаследует талант отца и любовь матери к свободе.— Эльга Лындина
В двенадцать лет освоив все тонкости гончарного ремесла, Мани обрёл не только почитателей своего искусства, но и ярых завистников.

Их мальчик — Мани — уже с юных лет возбуждал жгучую ненависть соплеменников — гончаров и ювелиров Бухары. Его талант затмевал мастерство старых, умудрённых опытом ремесленников, и они жестоко отомстили мальчишке за щедро подаренный ему природой дерзкий талант — искалечили юному художнику правую руку.— Кинолента памяти / Владимир Леонидович Михайлов. — Salam, 2007. — 520 с. — стр. 419
Но Мани не отступился от своего призвания… Молодой мастер решил отыскать однорукого художника Шавката, чтобы тот научил его творить левой рукой. Благодаря упорству, терпению и каторжной работе Мани создаёт удивительно прекрасные произведения искусства. Но всё время он стремится туда, куда ушла его мать, откуда и он родом — к берегам Иссык-Куля.

Встретился ли Мани со своей матерью? Была ли ею таинственная красавица, которую он встретил на берегу Иссык-Куля, проделав долгий и трудный путь Дамаска? Или все это только мираж, рожденный воображением художника? Не станем доискиваться ответа. Пусть фантазия каждого из нас завершит по-своему эту печальную историю о поисках красоты и гармонии, о чем Толомуш Океев сумел рассказать страстно и сильно.— Эльга Лындина

О трагическом финале «Миражей любви» ещё долго и безуспешно будут спорить все, кому довелось или еще доведется увидеть эту необычную восточную сказку, призрачную, каким и предназначено быть миражу.— Леонид Дядюченко - Толомуш Океев (биографическая повесть)

## В ролях
- Ходжадурды Нарлиев — Муфаззал, мастер гончарного ремесла
- Асель Эшимбекова — Алтынбюбю
- Али Мухаммад — Зуфунун-Садр
- Фархад Мирзоев — Мани-мальчик
- Дин Махаматдинов — Мани-юноша
- Рания Ал-Халак — Азиза-девочка
- Фируз Ал-Адах — Азиза-девушка
- Дильбар Умарова — Раджабгуль-биби, старшая жена
- Фаррух Касымов — Хасан-Тайер
- Хуррам Касымов — Хусейн-Тайер
- Досхан Жолжаксынов — Ходжа Зульфикар
- Эдильбек Чокубаев — Эршанылды
- Махмуд Жаркас — Шавкат

В эпизодах:
- Элла Болдонова — жена чабана
- Токон Дайырбеков — чабан
- Шариф Кабулов — вождь барласов
- Ментай Утепбергенов
- Марат Хасанов
- Артык Кадыров
- Гульнара Чокубаева
- Зарина Хушвахтова
- Зухра Заробекова
- Мехрангиз Гасанова
- Мадина Махмудова
- Гульсара Абдуллаева
- Элгуджа Бурдули
- Мушарафа Касымова
- Хашим Рахимов
- Имаш Эшимбеков
- Мамдух Аль-Атраш
- Фадул Вафам
- Мухамед Каргели
- Мухамед Саид
- Муна Абдулла
- Гада Башшур

## В Съёмки
Съёмки фильма проходили в Таджикистане, Кыргыстане, Узбекистане и Сирии — в Бухаре, Самарканде, на озере Иссык-Куль. Большую часть снимали в Таджикистане под Душанбе в кишлаке Симиганч, одном из древнейших поселений Вахдатского района, кыргызская часть снята в предгорьях села Торт-Куль (Төрт көл). Для съёмок городской натуры использовали старые постройки и улочки древней Хивы.

## Критика
Критиками отмечается «изобилие восточного колорита», а по мнению киноведа Сергея Кудрявцева — это «ориентально-сказочный бесцветно слащавый» фильм.
Жанр фильма-биографии строится в переплетении социально-исторической драмы, эпоса и музыкального фильма — «крупная „кино-музыкальная фантазия“ (46 номеров)».

Фильм о любви гончара из Бухары к рабыне с озера Иссык-Куль несет в себе обилие фактуры, этнографизма, зрелищную избыточность. Это своеобразное исследование сложного феномена народного искусства. Режиссёр верен принципу «созвучия» таких кинематографических стихий, как монтаж, цвет, слово и музыка. Не претендуя на историческую конкретность, фильм воссоздает самый дух эпохи восточного Ренессанса, соткан из восточных мифов о судьбах гениальных, нередко безымянных художников, зодчих, музыкантов.— Лузанова Е. С. — Киноискусство в Кыргызстане: Учебное пособие. — Бишкек: Центр «Устатшакирт», 2015. — 286 с. — стр. 101